# Брега, Георгий Владимирович
Гео́ргий Влади́мирович Бре́га (рум. Gheorghe Brega; род. 25 сентября 1951, с. Дрепкауцы, Бричанский район, Молдавская ССР, СССР) — молдавский политический и государственный деятель, вице-премьер по социальным вопросам Республики Молдова с 30 июля 2015 по 30 мая 2017 года, и.о. премьер-министра Республики Молдова с 30 октября 2015 по 20 января 2016 года.

## Биография
Окончил Кишинёвский государственный медицинский институт (1974) по специальности хирург-онколог-уролог, при этом с 1972 года по совместительству работал медбратом в больнице скорой помощи в Кишинёве.
В 1974-76 годах работал в Кишинёвской городской больнице № 1 в качестве терапевта и врача-хирурга уролога.
В 1976-78 годах - уролог Кишинёвской городской больницы №2.
В 1978-83 годах он работает в Институте онкологии Молдовы в должности уролога-онколога.
В 1983-89 годах - уролог-онколог-в отделение урологии, онкологии Института Прокто в Молдове.
С 1989 по 2004 год он был главой урологии Института онкологии Молдовы, а с 2004 по 2009 год - хирург-уролог Центра семейного здоровья «Галаксия».
С 2009 по 31 июля 2015 года он был депутатом молдавского парламента от фракции Либеральной партии. 30 июля 2015 года был приведён к присяге в качестве вице-премьера по социальным вопросам молдавского правительства. В соответствии с законом сдал депутатский мандат. 29 октября 2015 года правительство было отправлено в отставку.

#### Исполняющий обязанности премьер-министра
Президент Николае Тимофти поручил Георгию Брега временно исполнять обязанности премьер-министра. Эту должность он занимал с 30 октября 2015 по 20 января 2016 года.